# 安田侃彫刻美術館 アルテピアッツァ美唄
安田侃彫刻美術館 アルテピアッツァ美唄（やすだかんちょうこくびじゅつかん アルテピアッツァびばい）は、北海道美唄市にある芸術文化交流施設。「アルテピアッツァ」とはイタリア語で「芸術広場」を意味する。

## 概要
廃校となった美唄市立栄小学校跡地を中心に、同市出身の彫刻家である安田侃の作品を配置している。70,000m²を超す敷地に重さ10数tの大作から旧校舎に置かれた小品まで40点以上の彫刻がある。旧校舎1階は美唄市立栄幼稚園として使用して2階の教室はギャラリーに、旧体育館はアートホールに再生してコンサートなどに活用している。2016年（平成28年）に博物館法に基づく登録博物館（美術館）になった。

## 歴史
かつて日本国内有数の産炭地として発展した美唄市であったが、エネルギー革命により1973年（昭和48年）までにすべての炭鉱が閉鎖した。炭鉱住宅街に1949年（昭和24年）開校した美唄市立栄小学校もピーク時には1,250名の生徒が在籍していたが、1981年（昭和56年）に併設する幼稚園を残して閉校した。一方、美唄市出身でイタリアで創作活動を続けていた安田侃は日本国内でアトリエを探していた際に旧栄小学校の木造校舎に出会い、幼稚園に通っていた子どもたちの姿を見て「この子どもたちが、心をひろげられる広場をつくろう」と思ったのがアルテピアッツァ美唄誕生へのきっかけとなった。
「アルテピアッツァ美唄・20年の軌跡」参照
- 1988年（昭和63年）：旧栄小学校体育館を安田侃の作品収蔵庫として使用。
- 1991年（平成03年）：旧栄小学校体育館をアートスペースとして改修。国土庁（当時）の『ふるさとC&Cモデル事業』指定。
- 1992年（平成04年）：「アルテピアッツァ美唄」としてオープン。
- 1994年（平成06年）：トリフォリオの広場、水の広場（ステージ）などを整備。
- 1996年（平成08年）：水の広場（池、流路など）を整備。
- 1998年（平成10年）：旧校舎・幼稚園舎を改修。市民有志によるアルテピアッツァ友の会発足。
- 1999年（平成11年）：旧校舎2階に市民ギャラリーがオープン。
- 2000年（平成12年）：第1回『森の広場の音楽会』開催。
- 2001年（平成13年）：北海道創設の『北のまちづくり賞』知事賞受賞[7]。
- 2002年（平成14年）：彫刻の丘、身障者用駐車場を整備。
- 2003年（平成15年）：彫刻の丘、修景を整備。天皇・皇后が北海道行幸でアルテピアッツァ美唄を視察。
- 2005年（平成17年）：音の広場を整備。美唄市がアルテピアッツァ美唄整備基金設置。NPO法人アルテピアッツァびばい設立。
- 2006年（平成18年）：NPO法人アルテピアッツァびばいが指定管理者となる。
- 2007年（平成19年）：カフェアルテ、ストゥディオアルテ（体験工房）がオープン。『こころを彫る授業』初開催。
- 2008年（平成20年）：朗読会『アルテの森語り』初開催。
- 2009年（平成21年）：NPO法人アルテピアッツァびばいが北海道新聞社の『北のみらい奨励賞』受賞[8]。
- 2010年（平成22年）：NPO法人アルテピアッツァびばいが総務省の『地域づくり総務大臣表彰』受賞[9]。アルテ市民ポポロ発足。『アルテの盆踊り』初開催。
- 2013年（平成25年）：NPO法人アルテピアッツァびばいが『北海道地域文化選奨』受賞[10]。
- 2014年（平成26年）：NPO法人アルテピアッツァびばいが認定特定非営利活動法人となる。
- 2016年（平成28年）：博物館法に基づく登録博物館（美術館）になり、「安田侃彫刻美術館 アルテピアッツァ美唄」と名称変更[1][3]。

## ギャラリー

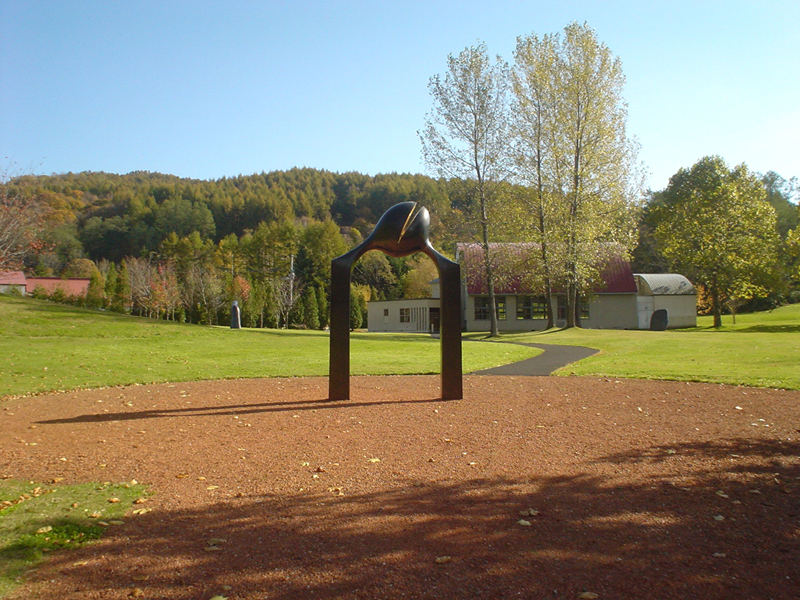
「帰門」（2006年10月）
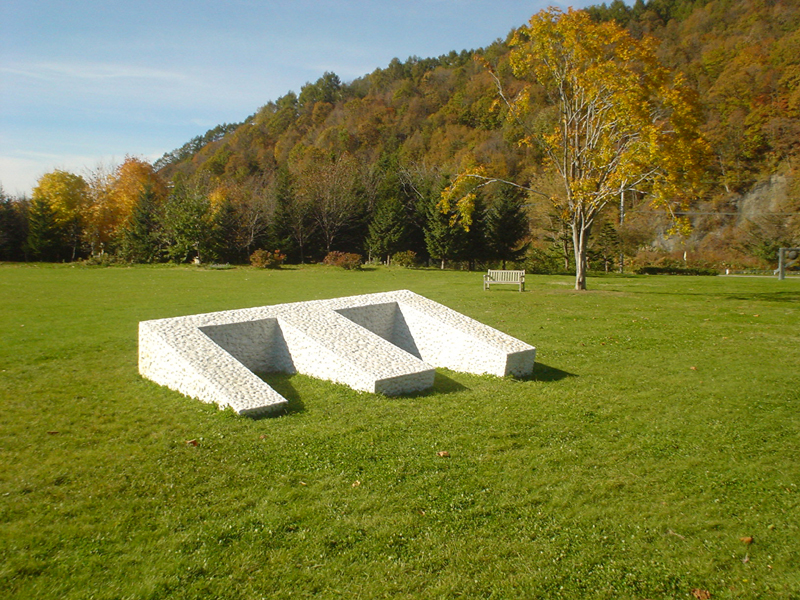
「天もく」（2006年10月）
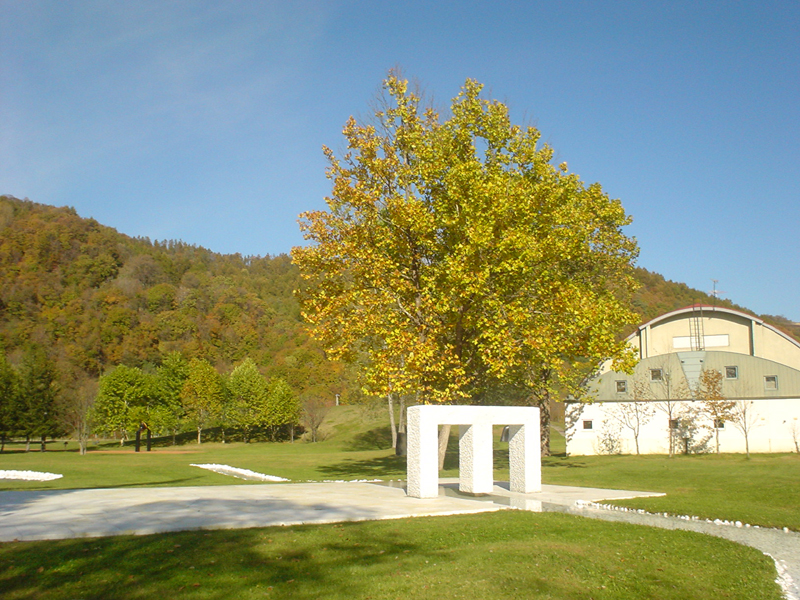
「天もく」と石のステージ（2006年10月）
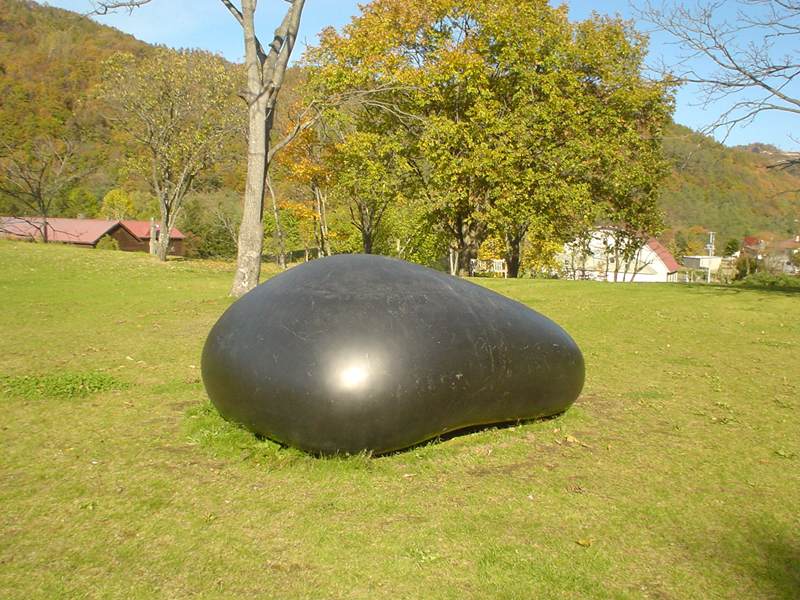
「意心帰」（2006年10月）
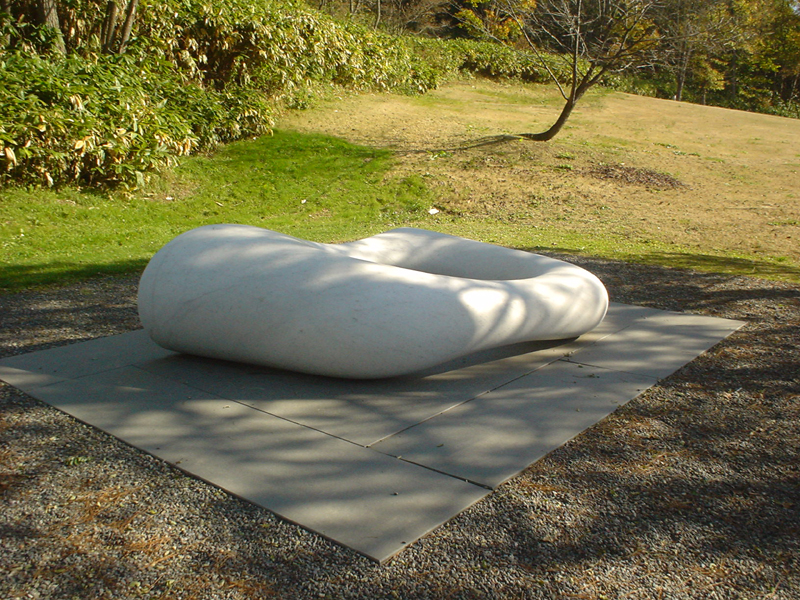
「妙夢」（2006年10月）
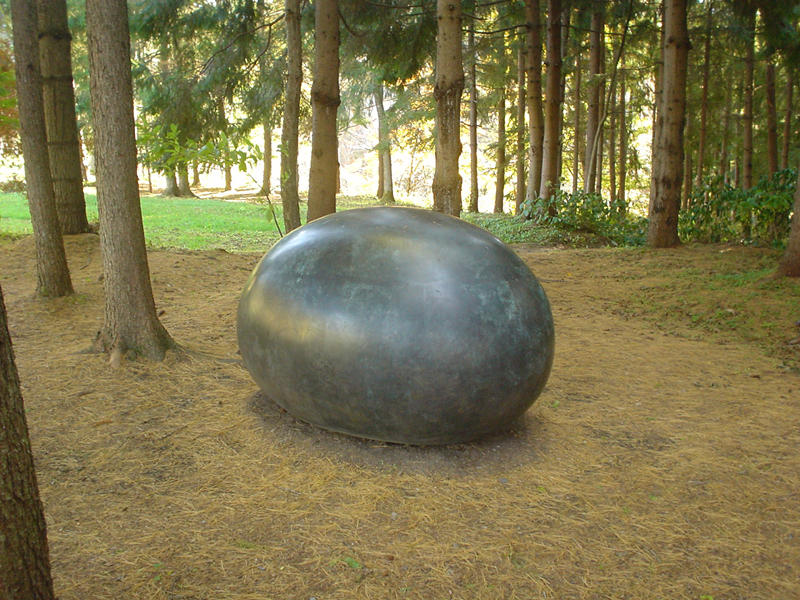
「相響」（2006年10月）
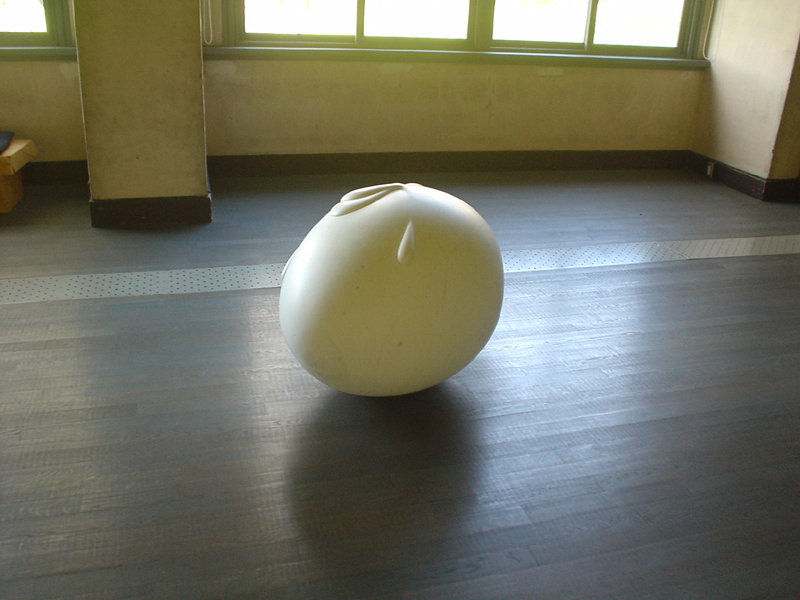
アートスペース内の彫刻（2006年10月）
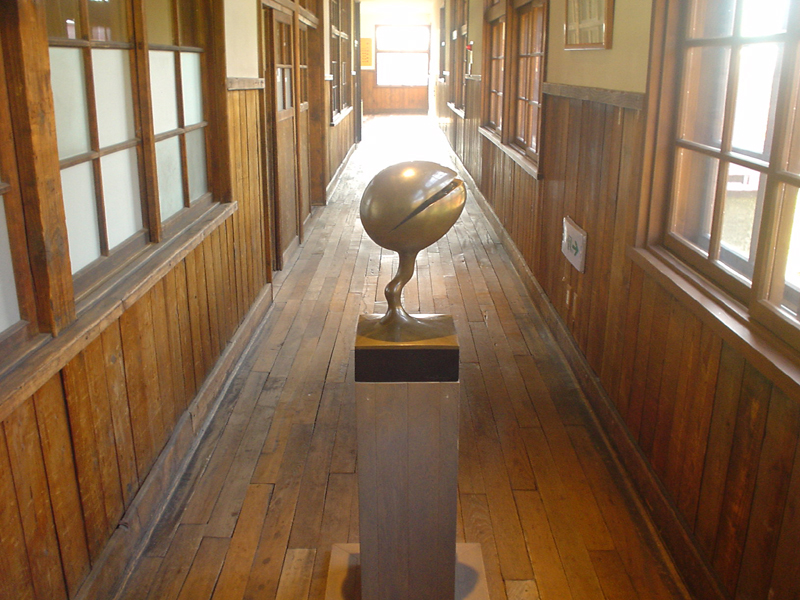
ギャラリー内の彫刻（2006年10月）
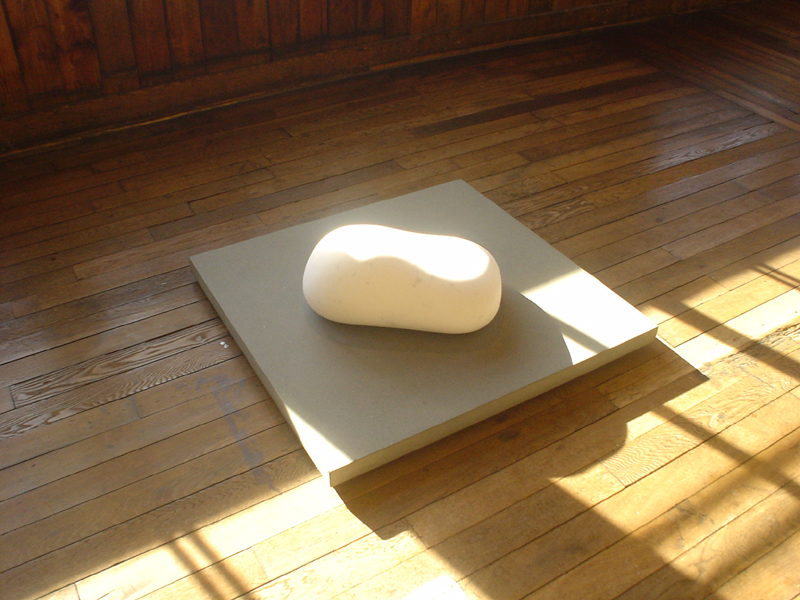
ギャラリー内の彫刻（2006年10月）
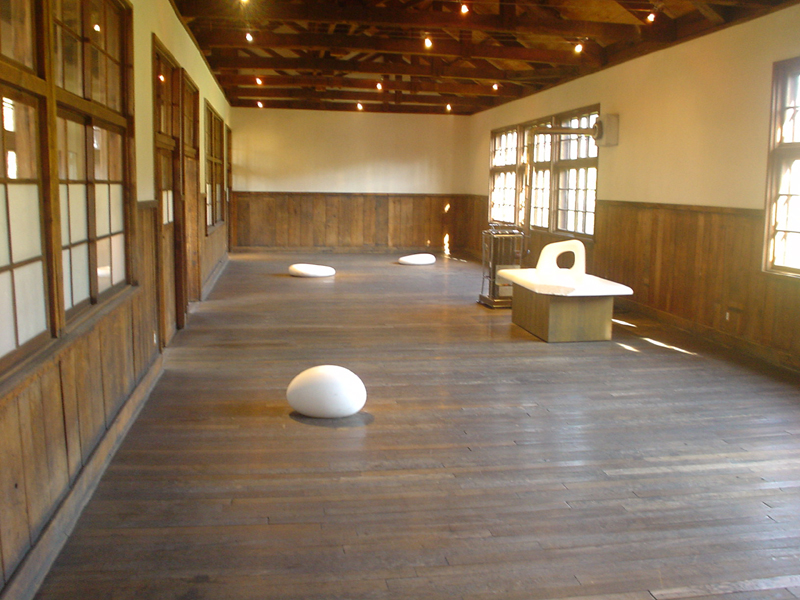
ギャラリー内の彫刻（2006年10月）

## 参考資料
- 磯田憲一 (2009年). “時を記憶する空間 〜よみがえる廃校「アルテピアッツァ美唄」〜” (PDF). Consultant.   建設コンサルタンツ協会. 2016年8月2日閲覧。